# Медовець тиморський
Медо́вець тиморський (Lichmera flavicans) — вид горобцеподібних птахів родини медолюбових (Meliphagidae).

## Опис
Довжина птаха становить 12,5-14 см. Забарвлення переважно зелено-оливкове, обличчя темне. На скронях яскраві жовті плями.

## Поширення і екологія
Тиморські медовці є ендеміками острова Тимор. Вони живуть в рівнинних і гірських тропічних лісах, в саванах і на плантаціях.